# Chaccu

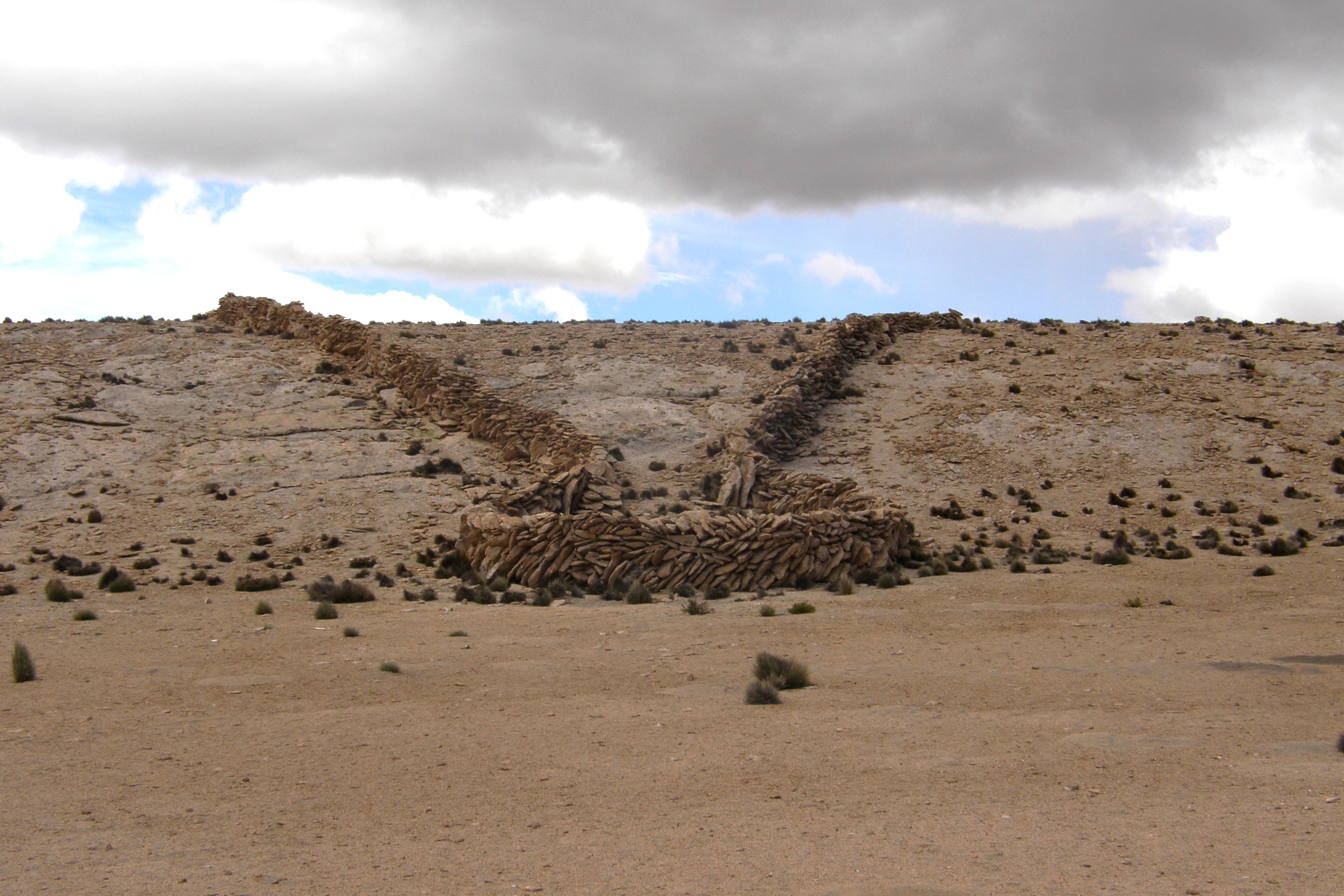
Un vestige d'un chaccu du XVIe siècle dans le parc national Lauca, à l'extrême nord du Chili.

Le chaccu, aussi orthographié chacu, est une chasse traditionnelle à la vigogne dans les Andes. Remontant aux temps Incas et se déroulant une fois l'an (entre avril et juin), elle consiste en une battue visant à rabattre les vigognes dans un piège clôturé, le chaccu. Auparavant en pierre, le piège est désormais constitué d'une structure en filets de trois mètres de haut qui s'étend sur plus d'un kilomètre pour former un entonnoir qui se termine par un enclos. Ce type de pièges pouvait servir également à capturer d'autres animaux andins comme le guanaco ou le cerf des Andes.
La saison de la tonte débute en automne et dure jusqu'en décembre. Autrefois, la vigogne était souvent tuée lors de cette chasse et sa laine de grande valeur, prélevée. Aujourd'hui, cette chasse traditionnelle n'est plus autorisée que pour certaines communautés andines, principalement péruviennes, et les animaux sont relâchés après la tonte. La capture, la tonte et la vente s'organisent en communauté.
Par le passé, les villageois maintenaient les animaux à la main pendant de longues minutes et la tonte se faisait aux ciseaux, avec le risque de blesser les vigognes en coupant leur peau avec la pointe. Désormais, l'animal est couché sur une bâche où ses pattes sont attachées et la tonte se fait à la tondeuse électrique. Les petits et les femelles gestantes ne sont pas tondus.

## Source
- La ruée vers l'or andin, film documentaire de Tomohito Kodama (2006)

1. 1 2 3  Alice Campaignolle, « La vigogne, «gazelle des Andes» et toison d’or des créateurs », Le Figaro, no 24322,‎ 2 novembre 2022, p. 14 (ISSN 0182-5852, lire en ligne, consulté le 18 décembre 2022).
2. 1 2  Alice Campaignolle, « Vigogne, le trésor des Andes », sur France Inter, 6 décembre 2022 (consulté le 18 décembre 2022).